# Cerezal de Tremor
Cerezal de Tremor es una localidad del municipio leonés de Torre del Bierzo, en la Comunidad Autónoma de Castilla y León. 

## Localidades limítrofes
Confina con las siguientes localidades:
- Al norte con Tremor de Arriba.
- Al sureste con La Silva.
- Al suroeste con La Granja de San Vicente.
- Al noroeste con Folgoso de la Ribera.

## Demografía
Evolución de la población
| Gráfica de evolución demográfica de Cerezal de Tremor entre 2000 y 2017 |
|                                                                         |
| Población de derecho (2000-2017) según el padrón municipal del INE      |

## Historia

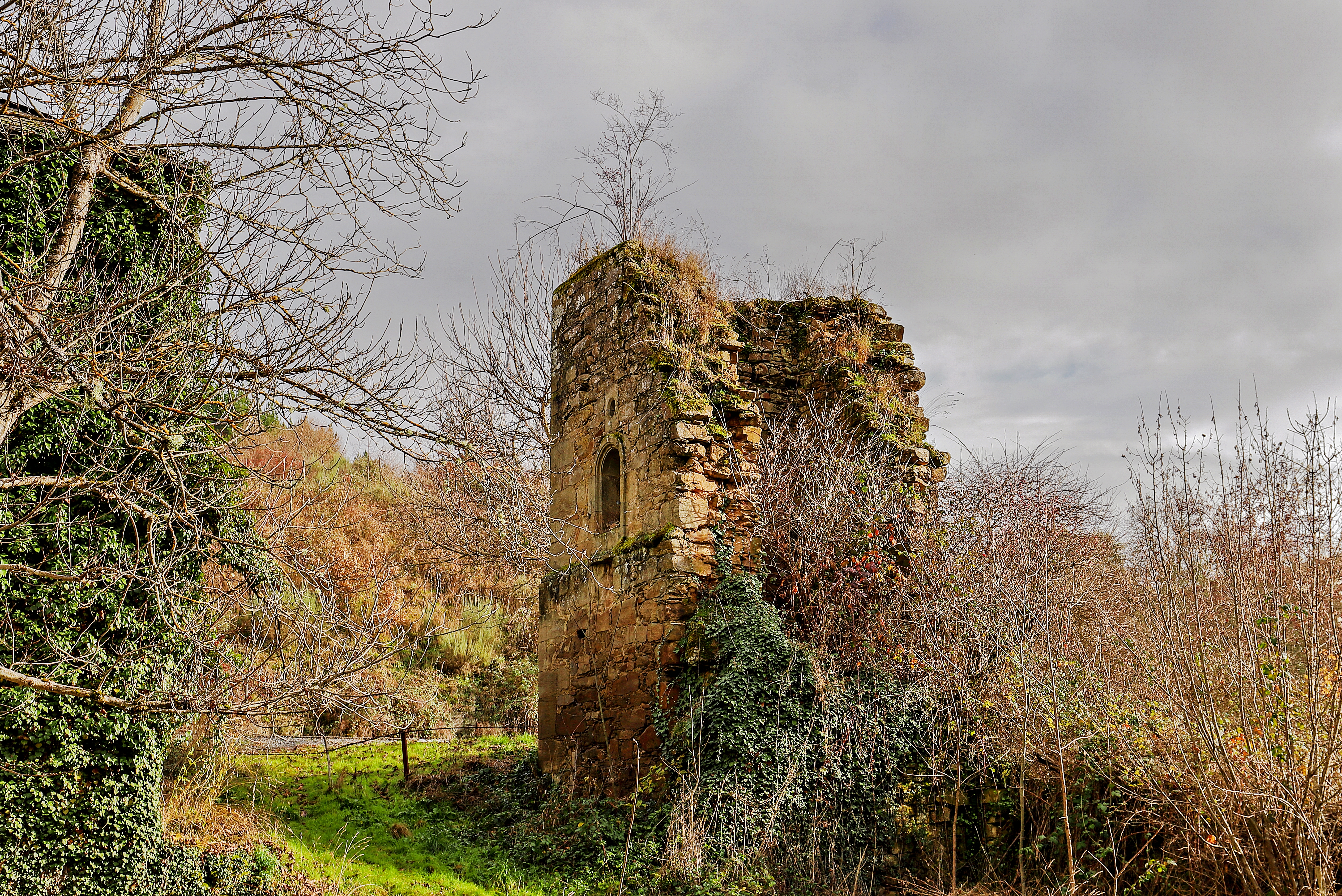
Entrada al convento de Cerezal de Tremor

Así se describe a Cerezal de Tremor en el tomo VI del Diccionario geográfico-estadístico-histórico de España y sus posesiones de Ultramar, obra impulsada por Pascual Madoz a mediados del siglo XIX:

Barrio en la provincia de León, partido judicial de Ponferrada; pertenece al lugar de Tremor de Abajo (V.).
Diccionario geográfico-estadístico-histórico de España y sus posesiones de Ultramar